# Bande à part (film)
Bande à part è un film del 1964 diretto da Jean-Luc Godard.
È il settimo lungometraggio diretto da Jean-Luc Godard, considerato una delle pietre miliari della Nouvelle Vague.
In Italia è talvolta conosciuto anche con il curioso titolo Separato magnetico, con il quale fu proiettato in una limitata serie di sale cinematografiche.

## Trama
Due amici, Arthur e Franz, amanti della vita facile e poco propensi a cercare un lavoro, sono soliti girovagare per Parigi e dintorni a bordo della loro SIMCA cabriolet. Un giorno compiono un sopralluogo intorno a una casa della periferia parigina dove progettano di compiere una rapina. Infatti Odile, una loro compagna di classe a un corso d'inglese per adulti, si è lasciata sfuggire che il pensionante di sua zia Victoria, la padrona di casa, tiene nascosta in soffitta una grande somma di denaro contante. Per convincere Odile a lasciarli entrare in casa della zia, i due la corteggiano a turno, passandole bigliettini d'amore e portandola a ballare; quando decidono chi di loro dovrà passare la notte con la ragazza, lei imbroglia perché vinca Arthur.
Arthur litiga con un suo cugino malvivente, che vorrebbe partecipare al colpo. Finalmente Odile cede e porta gli amici a casa, loro la legano per non comprometterla, ma non riescono a salire al piano superiore perché la porta è chiusa. Ritentano quindi il colpo il giorno successivo, stavolta legando e imbavagliando M.me Victoria, ma il denaro è introvabile. Arthur fruga la casa finché trova il malloppo nella cuccia del cane. Sopraggiunge il cugino, provocando una sparatoria in cui muoiono sia lui che Arthur. Convinti che la zia sia morta soffocata dal bavaglio (in realtà ha solo perduto i sensi), Odile e Franz scappano senza bottino, e decidono di espatriare in Sudamerica.

## Accoglienza

### Critica
Dopo la grande produzione italo-francese di Il disprezzo, si tratta per Godard di fare un film a basso costo e girato in poco tempo, come agli albori della storia del cinema (e anche agli inizi della sua carriera di regista), a esplicita imitazione dei film hollywoodiani di serie B amati sia da Godard che dall'amico e collega François Truffaut. Per questo decide di portare sullo schermo una trasposizione molto libera di un romanzo letto nell'economica Série noire di Gallimard.
(Jean-Luc Godard, Objectif 65)
Il regista si propone di rendere il clima populista e poetico dei film francesi d'anteguerra, per esempio le trasposizioni in B/N dei romanzi di Simenon. Lungo tutta la narrazione, slegata, incoerente e piena di digressioni, si susseguono episodi che hanno influito profondamente sul gusto degli amanti del cinema di serie B, come il divertente ballo a tre nel caffè-ristorante, o la strepitosa sequenza, narrativamente superflua, della visita dell'intero museo del Louvre in meno di 9 minuti e 45”.
Il regista decide di ingaggiare la moglie dalla quale si sta separando, Anna Karina, nel tentativo di recuperarla dalla depressione dopo due tentativi di suicidio (in ottobre e poi in novembre 1963) nel nuovo appartamento al n. 9 di rue Tollier, vicino al Panthéon. A gennaio 1964, mentre Godard gira un episodio per il film collettivo Parigi di notte, Anna è in ospedale psichiatrico per sei settimane. Quando lui le preannuncia che cominceranno a girare entro 15 giorni, lei “non sa se dovesse ridere o piangere”. Godard chiede un finanziamento di 100.000 dollari alla Columbia, si sente rispondere che è un compenso elevato per un regista così giovane. “No, non 100 mila dollari per me, è per l'intero film”, risponde.
Le riprese durano esattamente un mese, dal 17 febbraio al 17 marzo 1964, alla periferia est di Parigi, poi nei pressi di Place d'Italie e dintorni di Joinville sulle rive della Marna. Per le riprese in esterni, l'operatore Coutard usa una macchina da presa Arriflex 2 C, che può essere tenuta sulla spalla per dare un'impressione di velocità. Il suono è in presa diretta. Odile, Franz e Arthur sono a pieno diritto tra i personaggi più godardiani di sempre: innocenti, puri, ingenui, sono giovani animali selvaggi ancora incorrotti. È un film sulla nostalgia del regista per le proprie origini, per i primi film. L'estetica da film di serie B di Bande à part ha inciso nell'immaginario di molti cineasti, soprattutto americani:
(Samuel Fuller alla University of Southern California, 28 febbraio 1968.)

## Influenza culturale
La scena del ballo nel caffè-ristorante è stata ripresa in Pulp Fiction di Quentin Tarantino e più recentemente in Le Week-End di Roger Michell con Jeff Goldblum, Jim Broadbent e Lindsay Duncan. Il regista Quentin Tarantino è stato notevolmente influenzato dal lavoro di Godard e ha fondato una compagnia di produzione chiamata A Band Apart. Altre opere che includono omaggi al film sono American Sunshine, The Dreamers - I sognatori (la corsa nelle sale del Louvre) e il video musicale di Un romantico a Milano dei Baustelle.

## Curiosità
- I titoli di lavorazione del film sono stati, in successione: Sammy, Arthur et Anouchka e Les Mimis.[5]
- Odile Monod, il nome della protagonista interpretata da Anna Karina, è il nome da nubile della madre di Jean-Luc Godard; Odile potrebbe essere un riferimento all'omonimo romanzo di Raymond Queneau.
- In una scena i tre amici decidono di provare quanto possa sembrare lungo un minuto di silenzio; si guardano in faccia senza una parola, e magicamente anche la musica si tronca, come pure la banda sonora, per un minuto (36 secondi in realtà, poi Franz dice che è sufficiente così).
- La scena della visita di corsa al Louvre è stata aggiunta come digressione da Godard, terrorizzato dal fatto che il film potesse risultare troppo “corto”, e improvvisata sul momento. Si poté girare grazie al nulla osta di André Malraux, scrittore e Ministro della cultura.
- Il cognome del personaggio Arthur è Rimbaud, come il celebre poeta.
- Sami Frey, l'attore di 24 anni che interpreta Franz, era il compagno dell'epoca di Brigitte Bardot: aveva conosciuto Godard a Roma, durante le riprese del film Il disprezzo, del quale la Bardot era la protagonista.
- Il libro Fool's Gold di Dolores Hitchens dal quale è tratto il soggetto, pubblicato in Francia con il titolo Pigeon vole, è stato consigliato al regista dall'amico François Truffaut.
- Il ballo nel caffè è danzato su un Rhythm and blues scritto appositamente da Michel Legrand, che Anna Karina definisce Madison dance.[13] La Madison è un tipo di danza collettiva eseguita “in linea” con passi predeterminati in avanti, indietro e di lato. Nel film la danza non viene nominata, Godard la definisce “una quadriglia con passi modificati”.[5] Questa scena, girata in un cafè di Vincennes, è un omaggio del regista alla moglie, che ama ballare; le prove durarono almeno 15 giorni e proseguirono lungo quasi tutte le riprese, perché Sami Frey e Claude Brasseur ballavano male. Esiste un servizio video dell'ORTF girato nel caffè di Vincennes il 6 marzo 1964 e trasmesso nel telegiornale delle 13 il giorno successivo: durante le riprese, mentre la musica suona in playback, Godard entra in scena, mette da parte gli attori e danza da solo insieme con Anna Karina. Forse uno degli ultimi gesti di tenerezza del regista per sua moglie, dalla quale avrebbe divorziato a breve.[5]